# Fort des Têtes
Le Fort des Têtes ou Fort des Trois Têtes est une fortification surplombant Briançon, dans le département des Hautes-Alpes.

## Situation
Il est construit à 1 440 m d'altitude sur le plateau des Têtes. Il est relié à Briançon par le Pont d'Asfeld et au fort du Randouillet par l'ouvrage bastionné dit « la communication Y ». Il avait pour rôle de défendre Briançon.

## Histoire
Imaginé par Vauban, sa construction débute en 1721. Le 8 juin 1989, le fort est inscrit au titre des monuments historiques et les façades et toitures sont classées. Le 7 juillet 2008, cet ouvrage a été inscrit sur la liste du patrimoine mondial de l'UNESCO. Sur la Carte de l'Académie dite de Cassini, il est repris sous le toponyme Fort des Trois Têtes.
Un projet de reconversion du fort en nouveau quartier de la ville de Briançon est prévu en 2018.